# Niederstraße 2 (Darmstadt-Bessungen)
Das Henkershaus in der Niederstraße 2 ist ein Bauwerk in Darmstadt-Bessungen. Das Henkershaus war das Wohnhaus der ehemaligen Darmstädter Scharfrichterfamilie Schönbein.

## Geschichte und Beschreibung
Das Henkershaus wurde im Jahre 1744 erbaut.
Das zweigeschossige giebelständige Fachwerkgebäude besitzt ein biberschwanzgedecktes Krüppelwalmdach mit Schleppgauben.
Im Obergeschoss gibt es ein regelmäßiges Fachwerk mit Mannmotiv.
Den Türrahmen über der Eingangstür ziert ein geschnitztes Wappen.

## Denkmalschutz
Das Henkershaus ist aus architektonischen, baukünstlerischen und stadtgeschichtlichen Gründen ein Kulturdenkmal.